# Sultanina

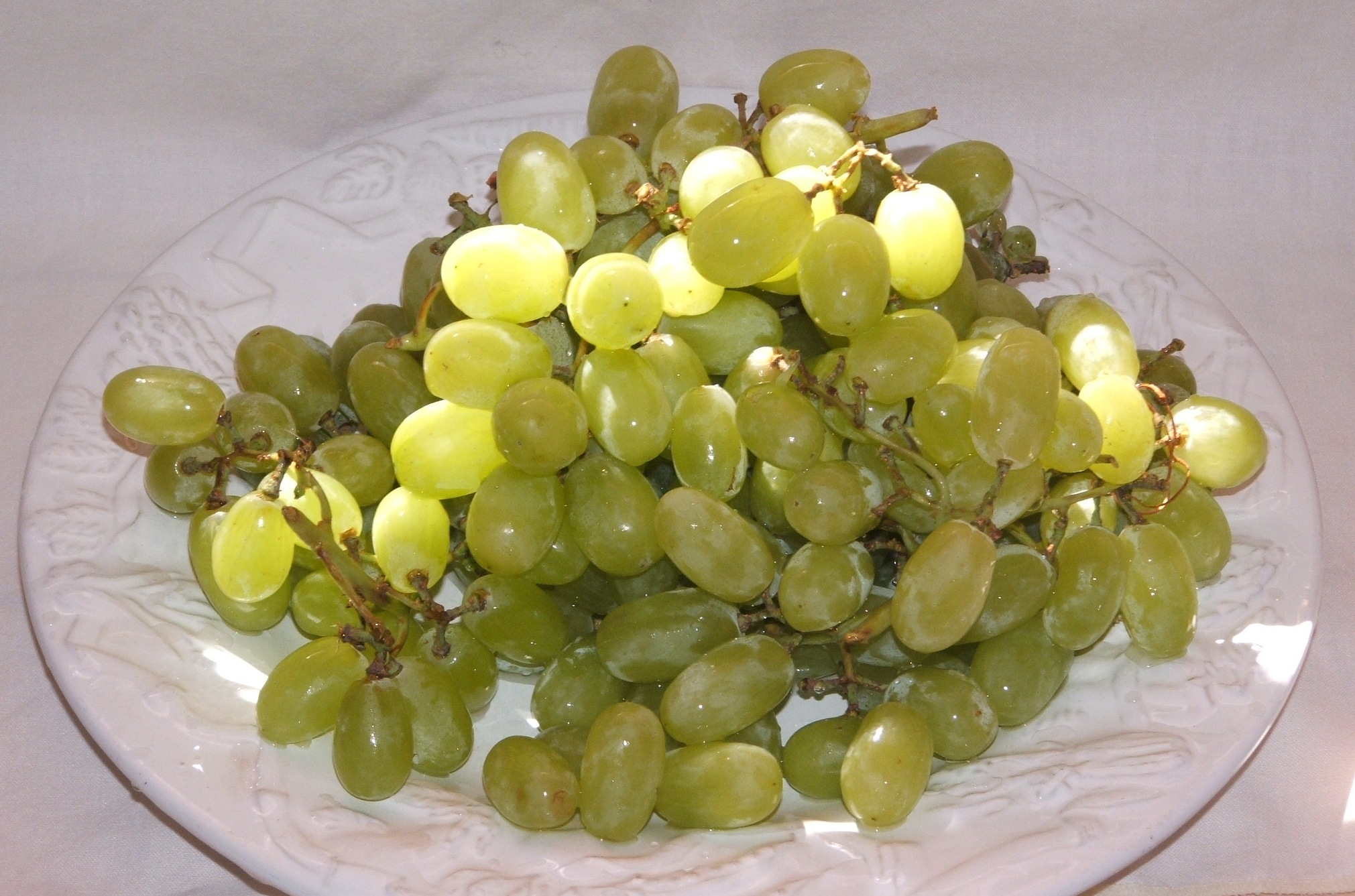
Sultanines.

La sultanina és una varietat de raïm blanc conegut com "Manzuva" en algunes regions d'Espanya per la seva textura similar a la de la poma. No té llavors i és habitual el seu ús per a la producció de panses, que són anomenades a vegades simplement sultanes o sultanis. Produeix panses que són majors que les panses de Corint. No obstant això, la sultanina és més petita que altres varietats sense llavors que també poden ser assecades per a produir panses.
És coneguda també com a thompson seedless (els Estats Units), lady de Coverly (Anglaterra) i kishmish de fruits ovals (l'Iran, Turquia, Palestina). Es creu que es va originar en l'Imperi otomà.
Les panses sultanes són petites, dolces i tenen un color daurat. Altres raïms sense llavors de l'antic Imperi otomà, com els kishmish de fruits arrodonits, també són assecades per a fer panses sultanes més grosses.

## Història
Els otomans van prendre la varietat de l'illa de Creta en el segle XIX. La pansa sultana s'exportava de l'Imperi turc otomà cap als països de parla anglesa i d'aquí el seu nom de sultana o sultanina. Actualment, Turquia i Austràlia en són els principals productors.
Als Estats Units s'atribueix a William Thompson d'haver-hi introduït aquesta varietat el 1878, per la qual cosa també es coneix amb el nom de thompson seedless (en anglès: thompson sense llavor), Segons el Codi de Normes Federals dels Estats Units, sultana i thompson seedless són sinònims. Virtualment, tota la producció de panses de Califòrnia (aproximadament el 97% en el 2000) i més o menys un terç de la total regió de vinya de Califòrnia és d'aquesta varietat, la qual cosa en fa la més àmpliament plantada.

## Regions
En l'actualitat Austràlia i Turquia són els principals productors. També es planta àmpliament a Califòrnia. A més, està present a l'Argentina, Alemanya, Àustria, el Brasil, el Canadà, Xile, la Xina, Xipre, Espanya, Rússia, França, Grècia, Hongria, l'Índia, Israel, Itàlia, el Japó, Mèxic, Nova Zelanda, Portugal, República Txeca, Romania, Eslovàquia, Sud-àfrica, Suïssa, Tunísia, Ucraïna, l'Uruguai i els països de l'ex-Iugoslàvia.

## Panses
Als Estats Units, moltes panses, fins a les que tenen l'habitual color marró, són fetes amb raïm conegut com thompson seedless (thompson sense llavors). El terme "sultana" s'aplica al raïm sec de color daurat, que també són anomenades "panses daurades". També es poden usar altres varietats per a produir panses daurades, que són comercialitzades amb el nom de "sultanes". De fet, el color daurat pot ser donat al raïm amb un tractament amb sulfur de diòxid, en lloc d'amb els mètodes tradicionals d'assecat i conservació.
Molt raïm sultani no ecològic de Califòrnia és tractat amb l'hormona de creixement induït giberelina
En altres varietats, la giberelina és alliberada per les llavors.
En algunes jurisdiccions, el raïm sense llavors seques són classificades com a "sultana" o com "thompson raisins" (panses thompson) en funció dels mètodes d'assecament emprats. Les sultanes són submergides en una dissolució d'aigua, potassi carbonatat i oli vegetal per a ser assecades, mentre que les thompson raisins no són tractades amb aquesta dissolució, sinó que són assecades naturalment, per la qual cosa requereixen més temps per al seu assecament que les sultanes. A causa d'això, les thompsons són més fosques que les sultanes.

## Altres usos
El raïm sultana també és usada per a fer vi blanc, que és conegut per la seva "insipidesa dolça". La sultanina és definida com el "raïm de les tres maneres", puix que pot usar-se com a raïm de taula, per a fer panses i per a fer vi. La thompson seedless és el raïm més plantat de Califòrnia a causa d'aquest triple ús. Als Estats Units és la base per al vi conegut comunament com a "chablis". Aquest vi és nomenat així per la regió francesa de Chablis, però no és un veritable vi de Chablis. A la Unió Europea, el chablis pot fer-se amb el raïm chardonnay produïda a la regió del departament de Yonne.
És usada per a:
- Indústries com la producció de cereals per al desdejunar i pastisseria.
- Raïm de taula per a supermercats
- Iogurts i gelats.
- Amanides i darreries.

El raïm sultana va ser venuda fraudulentament com a raïm chardonnay a Austràlia per a la vinificació, a causa del cost més baix de la sultana. El frau va ser descobert el 2003 per la Corporació Australiana de Vi i Brandi. Va ser considerada la decepció més gran en temes de vi de la història australiana.

### Vins
Els vins de sultanina són secs i semisecs, de cos lleuger, produïts a Turquia. El raïm de sultaniye usades en la vinificació creixen sobretot a Denizli i a Manisa, a la regió egea de Turquia. El raïm sultaniye són consumides com a raïm de taula i com a panses, així com per a fer vi. Els vins de semillón i de sultanina de la regió de Marmara, Turquia, han atret l'atenció del mercat local i l'internacional.

## Sinònims
Els sinònims d'aquest raïm són ak kishmish (hindi), avtobi (rus), banati abyad (àrab), banati (romanès), bealo bez seme (croat),, beneti blanc, bidane (Haussa), cekirdeksiz sultani (turc), cekirdeksiz topen (turc), cekirdeksiz yuvarlak (turc), cekirdeksiz (turc), couforago (portugues), erevane zheltyi (rus), erevani degin (romanès), feher szultanszoeloe (hongarès), kishmish alb (hindi), kishmish belye (rus o potser hindi), kishmish belyi ovalinye (nepalès), kishmish gidra (malgaix), kishmish indiskii (bengalí), kishmish kryglyi (hindi), kishmish zheltyi (rus), kismis (indonesi), kismisi beyaz (turc), kouphorrogo (grec), maisi o maizi (letó), oval kishmish (hindi), pass seedless (anglès), saru kishmish sultanie(hindi, shendel khani (hindi), sense llavor, sense llavor, sultani beyaz, sultani sirihi, sultani, sultanina bianca (italià), sultaniye kinalyi, summit, tsimpimpo (grec), raïm de pansa, wuhebai.